# Oecetis wamena
Oecetis wamena là một loài Trichoptera trong họ Leptoceridae. Chúng phân bố ở miền Australasia.